# چوب‌استخوانی ژاپنی
چوب‌استخوانی ژاپنی (نام علمی: Ostrya japonica) نام یک گونه از سرده چوب‌استخوانی است.